# Tetrachlorbenzole
Die Tetrachlorbenzole bilden eine Stoffgruppe der Organochlorverbindungen, bestehend aus einem Benzolring mit vier Chloratomen (–Cl) als Substituenten. Durch deren unterschiedliche Anordnung ergeben sich drei Konstitutionsisomere mit der Summenformel C6H2Cl4.

## Vertreter
| Tetrachlorbenzole  |                                                                      |                                       |                                       |
| Name               | 1,2,3,4-Tetrachlorbenzol                                             | 1,2,3,5-Tetrachlorbenzol              | 1,2,4,5-Tetrachlorbenzol              |
| Andere Namen       | 1,2,3,4-Tetrachlorbenzen 1,2,3,4-TeCB                                | 1,2,3,5-Tetrachlorbenzen 1,2,3,5-TeCB | 1,2,4,5-Tetrachlorbenzen 1,2,4,5-TeCB |
| Strukturformel     | Struktur von 1,2,3,4-Tetrachlorbenzol                                | Struktur von 1,2,3,5-Tetrachlorbenzol | Struktur von 1,2,4,5-Tetrachlorbenzol |
| CAS-Nummer         | 634-66-2                                                             | 634-90-2                              | 95-94-3                               |
| PubChem            | 12463                                                                | 12468                                 | 7270                                  |
| Summenformel       | C6H2Cl4                                                              | C6H2Cl4                               | C6H2Cl4                               |
| Molare Masse       | 215,89 g·mol−1                                                       | 215,89 g·mol−1                        | 215,89 g·mol−1                        |
| Aggregatzustand    | fest                                                                 | fest                                  | fest                                  |
| Kurzbeschreibung   | farblose Kristalle mit charakteristischem Geruch                     | graues geruchloses Pulver             | graues geruchloses Pulver             |
| Schmelzpunkt       | 47 °C                                                                | 51 °C                                 | 139–142 °C                            |
| Siedepunkt         | 246 °C                                                               | 246 °C                                | 240–246 °C                            |
| Dichte             | 1,73 g·cm−3 (20 °C)                                                  | –                                     | 1,86 g·cm−3 (22 °C)                   |
| Löslichkeit        | 28 mg·l−1 (25 °C)                                                    | sehr schwer löslich                   | 0,3 mg·l−1 (22 °C)                    |
| Löslichkeit        | praktisch unlöslich in Wasser, löslich in organischen Lösungsmitteln |                                       |                                       |
| GHS- Kennzeichnung | \| \| \|Achtung                                                      | \| \| \|Achtung                       | \| \| \|Achtung                       |
| H- und P-Sätze     | 302‐410                                                              | 302‐410                               | 302‐410                               |
| H- und P-Sätze     | keine EUH-Sätze                                                      |                                       |                                       |
| H- und P-Sätze     | 264‐270‐273‐301+312‐391‐501                                          | 273‐301+312+330                       | 273‐301+312+330                       |
| Gefahrensymbol     | Gefahrensymbol                                                       |                                       |                                       |

## Gewinnung und Darstellung
Tetrachlorbenzole werden durch katalytische Chlorierung von Trichlorbenzolen (z. B. mit Eisen(III)-chlorid als Katalysator) gewonnen.
Sie fallen auch als Synthese-Zwischenprodukt bei der Herstellung von Chlorbenzolen an. Wird bei der Herstellung die Menge des eingesetzten Chlorierungsmittels deutlich erhöht, so können größere Mengen Dichlorbenzole gewonnen werden, wobei auch weiterhin Chlorbenzol und die höher chlorierten Benzole wie eben Tetrachlorbenzole als Nebenprodukt entstehen.

## Eigenschaften
Die Siedepunkte der drei Isomere liegen relativ nah beieinander, während sich ihre Schmelzpunkte deutlicher unterscheiden. Das 1,2,4,5-Tetrachlorbenzol, welches die höchste Symmetrie aufweist, besitzt den höchsten Schmelzpunkt. Die Tetrachlorbenzole sind praktisch unlöslich in Wasser, aber löslich in organischen Lösungsmitteln.

## Verwendung
1,2,3,5- und vor allem 1,2,4,5-Tetrachlorbenzol werden als Zwischenprodukt zur Herstellung von Herbiziden, Insektiziden, Entlaubungsmitteln und anderen chemischen Verbindungen wie 2,4,5-Trichlorphenol (was zum Beispiel beim Sevesounglück der Fall war) verwendet.
Bis 1977 wurden die Tetrachlorbenzole als Isomerengemisch wechselnder Zusammensetzung mit einem Anteil von ca. 10 % Transformatorenölen auf der Basis von polychlorierten Biphenylen zur Viskositätserniedrigung zugemischt. Die Tetrachlorbenzole finden Verwendung als Synthesebausteine in organischen Synthesen. Die Hydrolyse von 1,2,4,5-Tetrachlorbenzol zu 2,4,5-Trichlorphenol, einem Zwischenprodukt für Pestizide, wurde wegen der Gefahr der Bildung von TCDD (siehe Dioxine) weltweit fast völlig eingestellt.
1,2,3,4-Tetrachlorbenzol dient als Zwischenprodukt (als Gemisch mit dem 1,2,4,5-Isomer) für Pentachlornitrobenzol.

## Sicherheitshinweise
Aus Tetrachlorbenzolen können durch Einwirkung von Sonnenlicht polychlorierte Biphenyle entstehen. Bei Erhitzung zersetzen sich die Stoffe, wobei die Bildung von Chlorwasserstoff, Kohlenmonoxid, Kohlendioxid, Chlor, Phosgen, Polychlordibenzo-p-dioxine und Polychlordibenzofurane möglich ist. Der akute orale LD50-Wert liegt bei etwa 1500 mg/kg.